# Luiz Couto
Luiz Albuquerque Couto (Paraíba; 13 de febrero de 1945) es un político, profesor universitario y sacerdote católico brasileño. Ha desarrollado su carrera política representando a su estado natal de Paraíba, habiendo servido como representante estatal de 2003 a 2019.

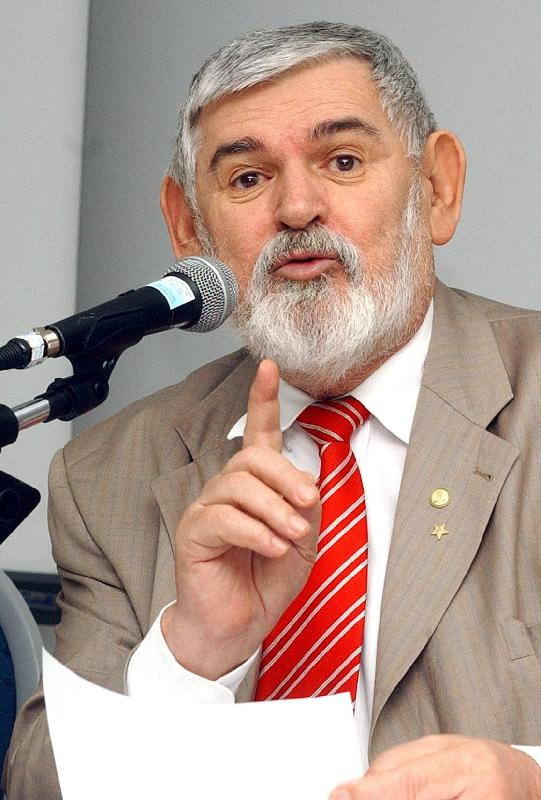
Luiz Couto

## Biografía
Couto es hijo de Antônio Joaquim de Couto y Elisa Leopoldina de Albuquerque. Sus padres eran agricultores sin tierra y Couto creció en un entorno pobre. Fue alumno de la Universidad Federal de Paraíba y asistió al seminario de 1974 a 1978, hasta que el 19 de diciembre de 1978 fue ordenado sacerdote católico. Couto también ha trabajado como profesor, enseñando teología, antropología y filosofía en varias universidades de Paraíba. El 22 de diciembre de 2018 Couto celebró una misa en conmemoración de los 40 años de su condición de sacerdote. Cabe mencionar que es un defensor de la teología de la liberación.
A pesar de las enseñanzas de la iglesia católica con respecto a la homosexualidad, Couto se ha pronunciado en contra de la discriminación de las personas LGBTQ en Brasil y también ha alentado el uso de condones como una forma de prevenir el SIDA. Debido a su defensa del uso de condones, Couto fue suspendido de los deberes del sacerdocio en 2009.
Couto votó en contra de la moción de acusación de la entonces presidenta Dilma Rousseff en 2017. Asimismo votó en contra de la reforma laboral brasileña de 2017.
Couto fue investigado en diciembre de 2018 por presuntas irregularidades en el financiamiento de campañas durante las elecciones generales brasileñas de 2018.